# 국세필
국세필(鞠世弼, ?~1592)은 순왜이다.

## 개요
조선 중기 선조 때 함경도 회령부(會寧府)의 아전으로 있으면서 조카 국경인(鞠景仁)과 함께 조정에 원한을 품고 있다가 임진왜란 때 반란을 일으켰다.
회령에 피난 중이던 조선 왕자 임해군(臨海君)과 순화군(順和君)을 포박하여 왜장 가토 기요마사(加藤淸正)에게 넘겨 주었다.
조선 토벌군에 붙잡혀 참살당하였다.

## 같이 보기
- 순왜
- 항왜
- 국경인
- 김수량
- 이언우
- 함인수
- 정석수